# Robert Stolz
Robert Elisabeth Stolz (Graz, 1880. augusztus 25. – Berlin, 1975. június 27.) osztrák zeneszerző, karmester.

## Élete
Jakob Stolz zeneszerző, zenei rendező és Ida Stolz (szül. Bondy) zongoraművész, zenetanárnő tizenkettedik gyermekeként született. Grazban, Berlinben és Bécsben tanult zenét. 1896-ban fejezte be zenei tanulmányait. 1897-ben a Grazi Városi Színház operakorrepetitora lett, majd karmester Mariborban és 1902-ben a Salzburgi Városi Színházban.

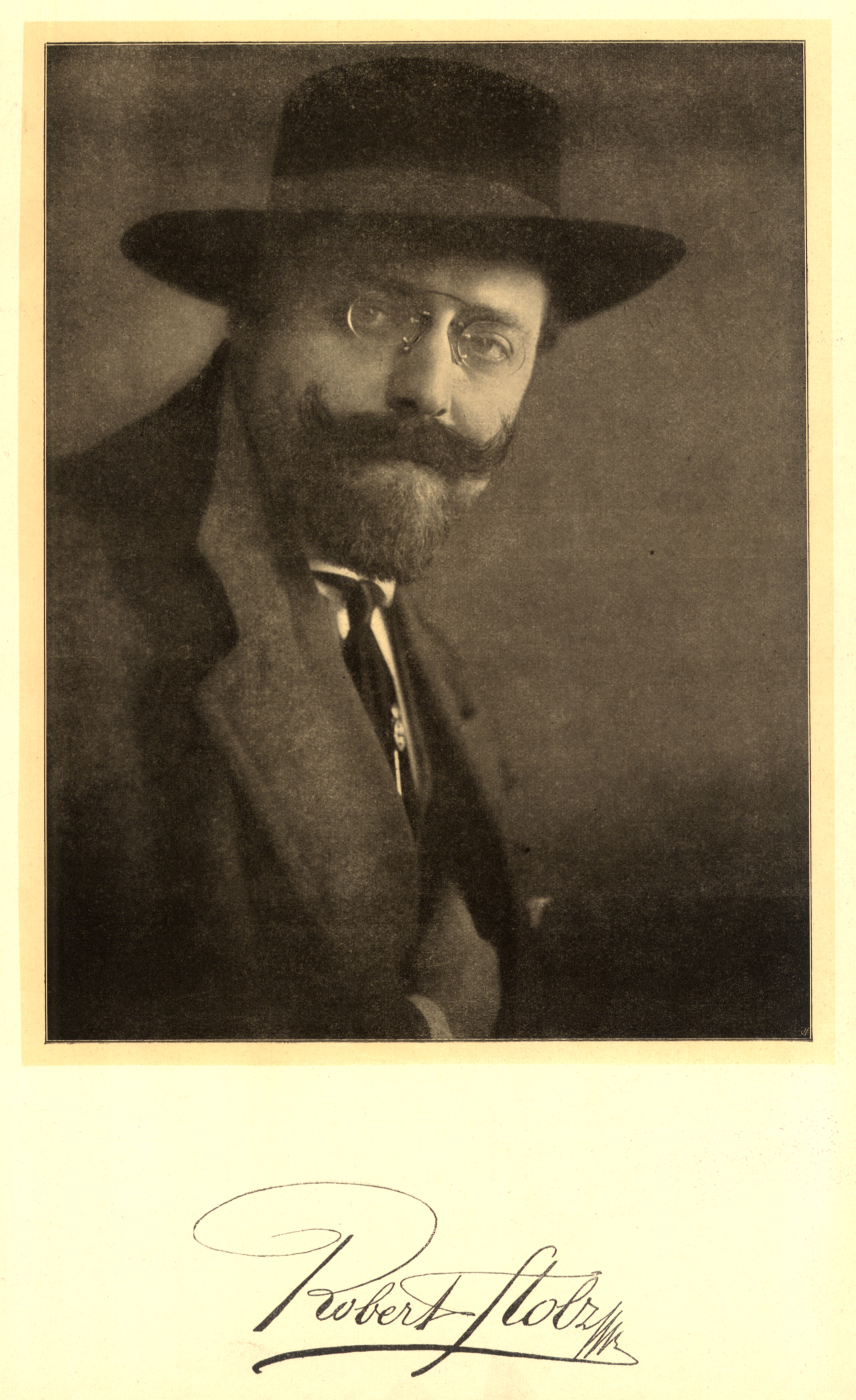
1915 körül

Itt debütált zeneszerzőként 1903. március 3-án a Schön Lorchen című operettjével. A brünni Deutsches Theaterben vállalt megbízatása után – 1907. május 29-én vezényelte búcsúelőadását – 1907-től 1917-ig a Theater an der Wien zeneigazgatója volt. 1914 és 1918 között katonai szolgálatot teljesített. A Theater an der Wien zenei vezetőjeként kortárs zeneszerzők zenés színpadi műveinek ősbemutatóit is vezényelte. Ezek közé tartott Lehár Ferenc Luxemburg grófja című operettjének premierje 1909. december 12-én.

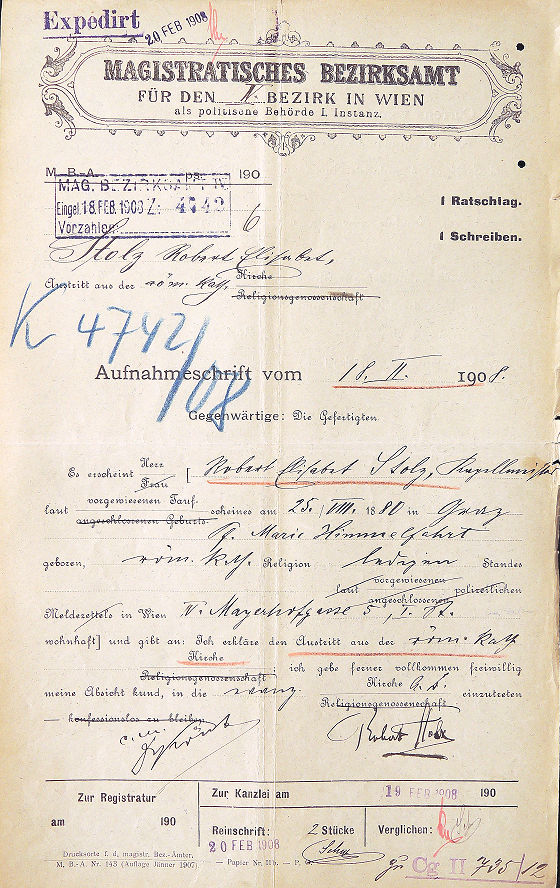
Robert Stolz kilépési nyilatkozata a római katolikus egyházból 1908. február 18-án

Amikor a saját színházának felállítására tett kísérlet a hivatalos követelményekből fakadó hatalmas költségek miatt kudarcot vallott, 1924-ben Berlinbe ment. 1925-ben a Kabarett der Komikerben mutatták be Märchen im Schnee operettjét. 1924-ben nyílt meg Bécs belvárosában a rövid életű Robert Stolz Színpad. 1926-tól ismét Bécsben élt. Több mint 60 operettet és számos filmzenét, slágert írt és a bécsi operett utolsó mesterének tartják. Műveiből sok darab ismert és szeretett a mai napig.
Miután a nemzetiszocialisták 1933-ban hatalomra kerültek, titokban több zsidót és politikailag üldözött személyt szállított Ausztriába limuzinjába rejtve. Saját elmondása szerint 1938-ban (mások szerint csak 1939-ben), Ausztria Németországhoz való csatolása után, illetve a nemzetiszocializmushoz való negatív hozzáállása miatt elhagyta hazáját. Mint visszaemlékezett, Zürichen keresztül érkezett Párizsba, ahonnan immár ötödik feleségével, Einzivel Genován keresztül New Yorkba emigrált. Töretlen, folyamatos zeneszerzői tevékenységének köszönhetően Robert Stolzot, aki a háborús éveket az USA-ban töltötte, emigrációja idején filmzenei Oscarra jelölték, az It Happened Tomorrow (Holnap történt, 1944) című filmért; A Spring Parade (1940, Udvari bál) című filmhez írt Waltzing in the Clouds című daláért a „Legjobb eredeti dal” kategóriában jelölték. 1942. március 28-án távollétében a Harmadik Birodalom megfosztotta állampolgárságától, és vagyonát elkobozták, miután visszautasította a Birodalom minden ajánlatát, hogy „becsületből” visszatérjen Németországba.

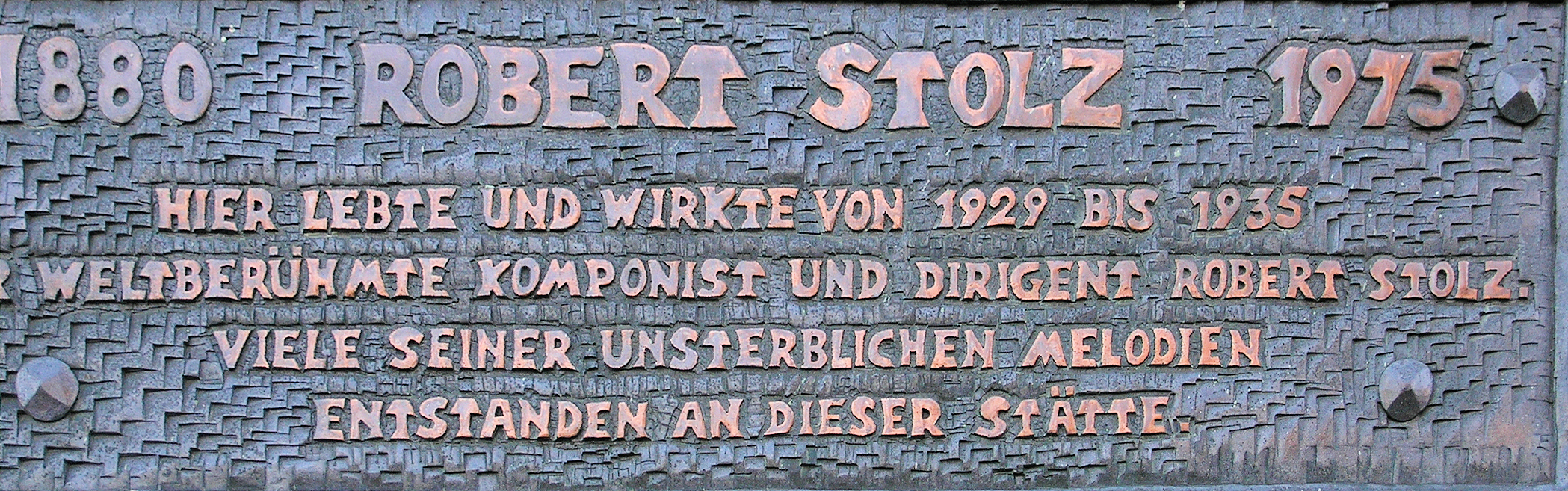
Emléktábla a Paulsborner Strasse 81. című házon, Berlin-Wilmersdorfban

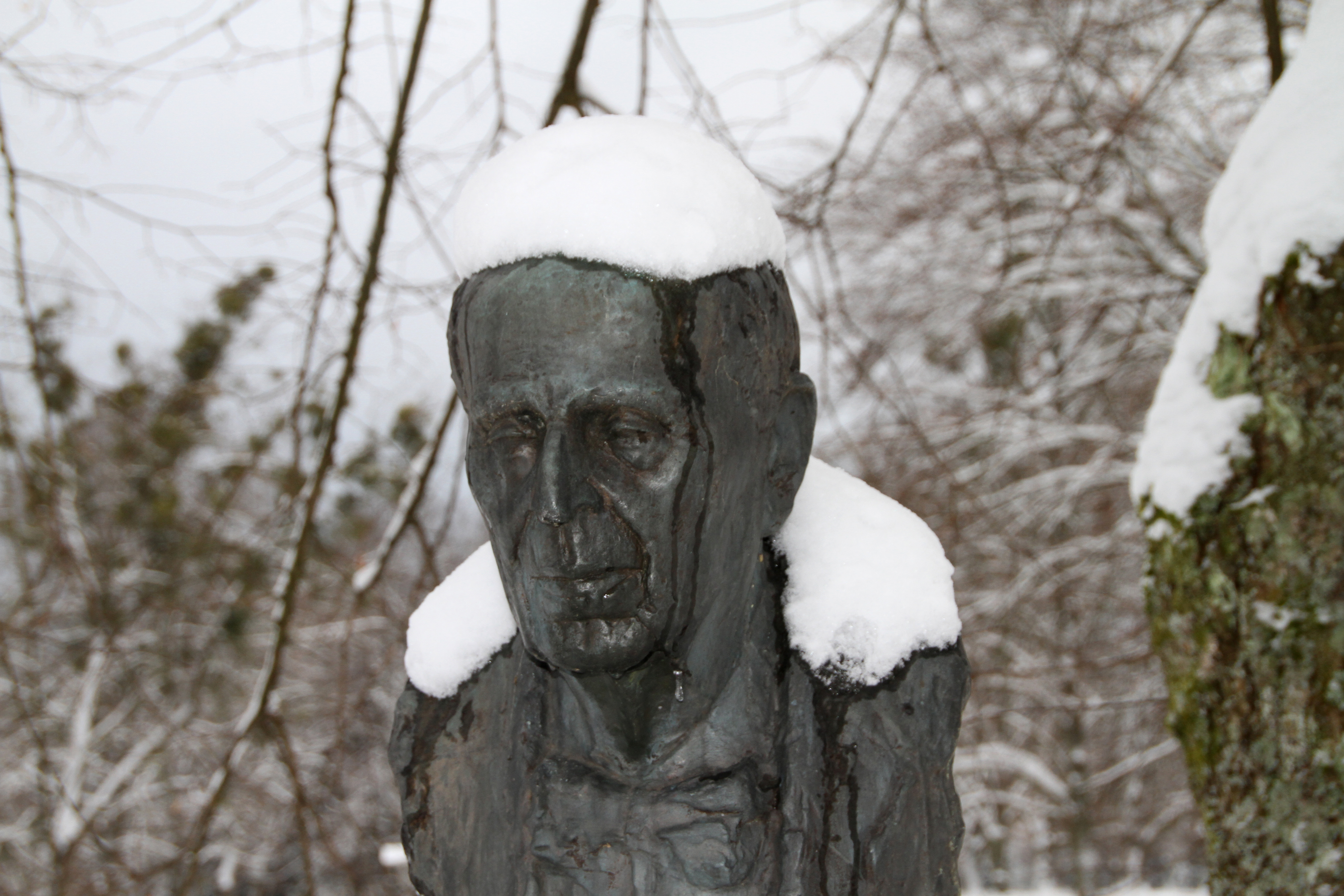
Mellszobra Baden-Badenben

1946-ban visszatért Bécsbe, és zeneszerzőként és karmesterként folytatta munkáját. 1952-ben kezdett zenét szerezni a legendás Wiener Eisrevue számára. Die Ewige Ewa (utalás a bécsi Európa-bajnok műkorcsolyázónőre, Eva Pawlikra) című művével 19 jégoperettje közül az elsőt alkotta meg. 1960-ban ő komponálta és vezényelte az Eurovíziós Dalfesztivál osztrák indulójának dalát, a „Du hast mich so fasziniert” (Stay) címűt, amit Harry Winter énekelt Londonban.
Robert Stolz ötször nősült, először Grete Holm és Franzi Ressel énekesnőkkel, majd Josephine Zernitz-cel, akit negyedik felesége, Lilli követett, s végül ötödik házasságában Yvonne Louise Ulrichhal, „Einzi”-vel (1912–2004), aki haláláig menedzsere is volt. Első házasságából egy lánya született. Halála után Einzi megalapította a Robert Stolz Társaságot, s megírta életrajzát és számos művészt díjazott (többek között: Udo Jürgens, Milena Rudiferia, Hans-Erich Halberstadt és Klaus Eberle, a Grazer Salonorchester igazgatója) Robert Stolz díszoklevéllel „[Robert Stolz] műveinek gondozásáért és népszerűsítéséért tett nagyszerű szolgálataikért”.

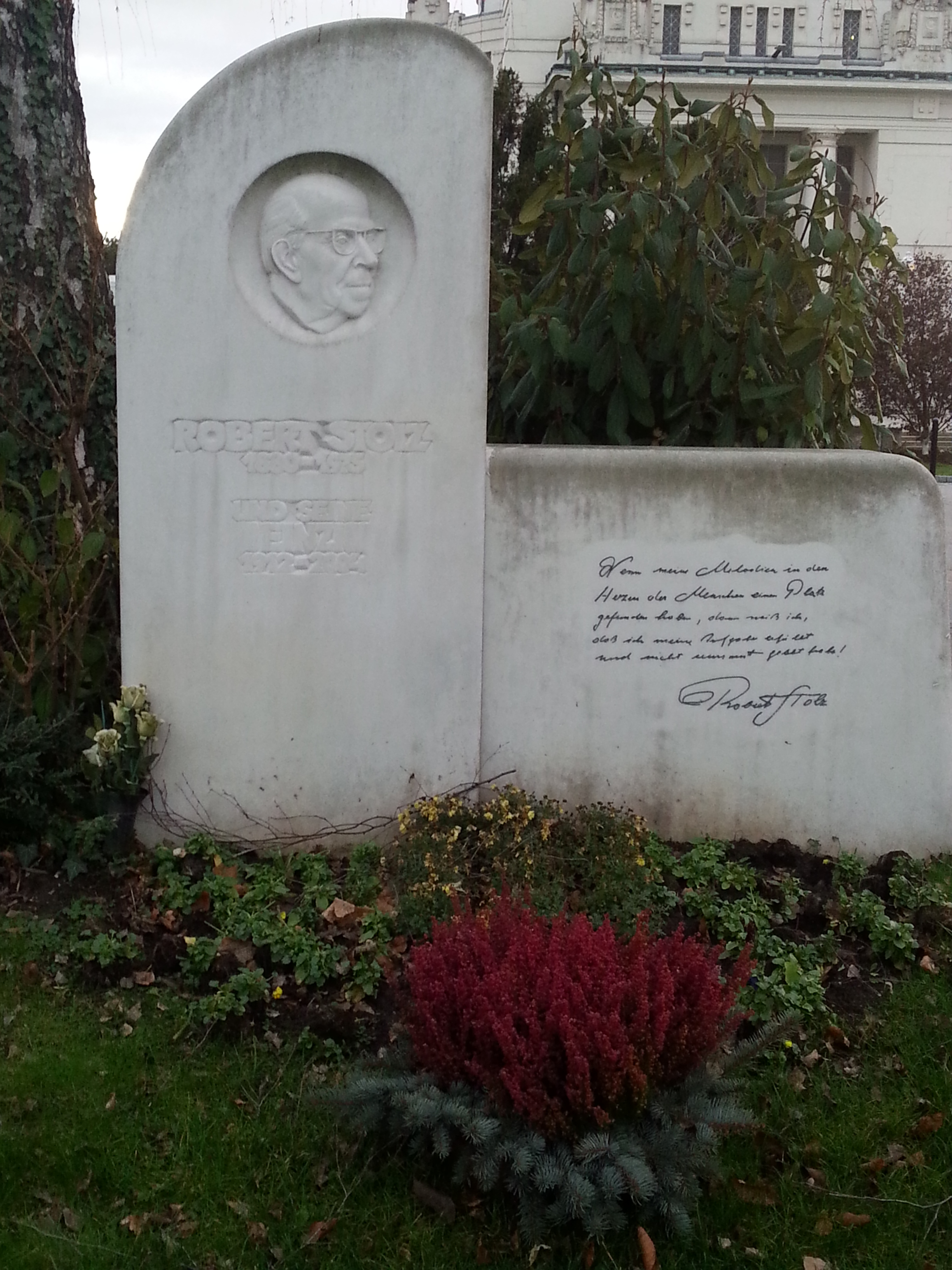
Sírja a Zentralfriedhofban (2014. december)

1975. július 4-én temették el a Zentralfriedhofban, az elnöki sírbort közvetlen közelében lévő díszsírban, több tízezer gyászoló jelenlétében. Mellette nyugszik utolsó felesége, „Einzi”, aki 2004. január 18-án hunyt el Bécsben.

## Idézetek

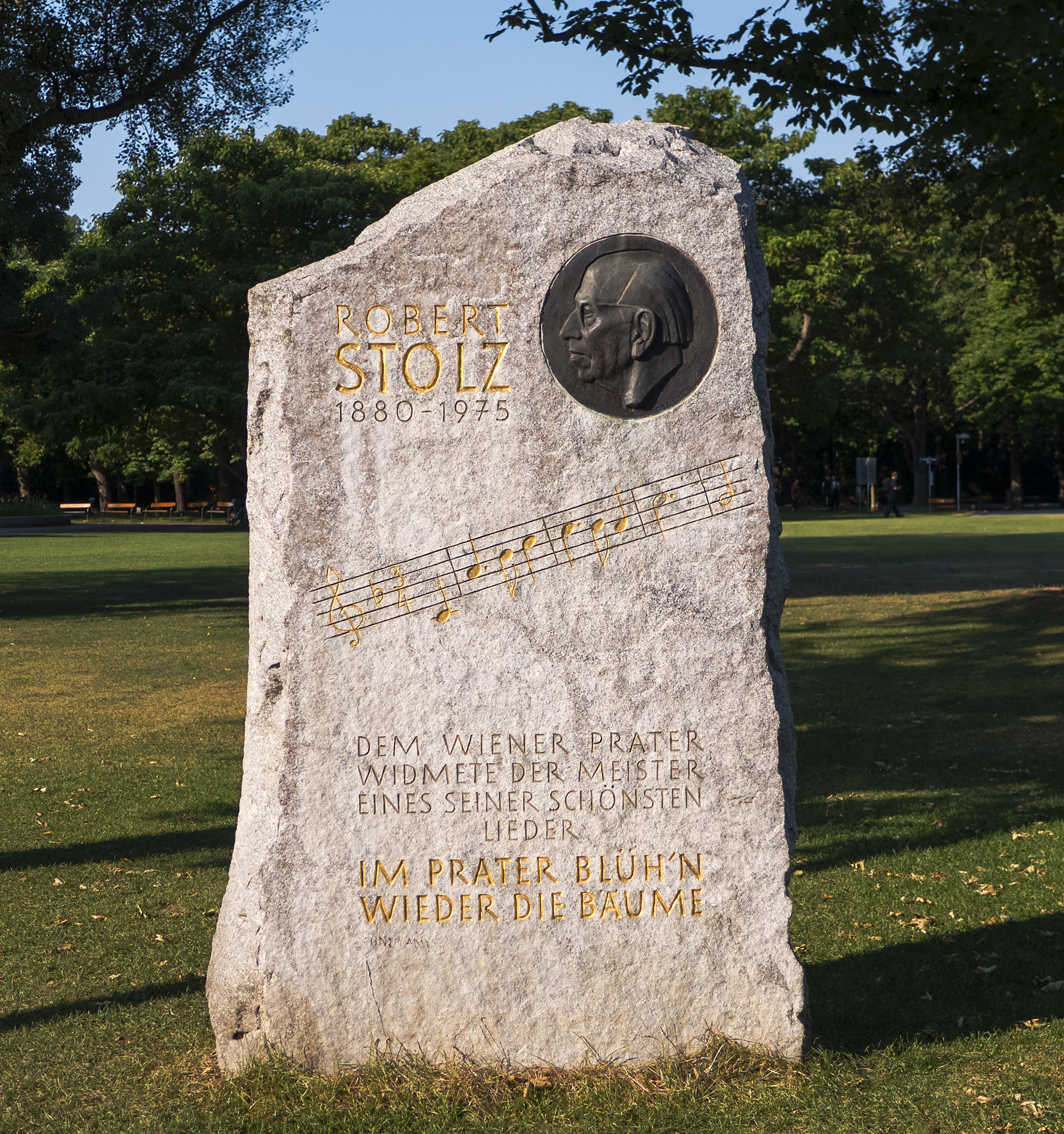
Robert Stolz emlékműve a Práterben

- „Ha egyszer azt mondja az Úristen, hogy gyere hozzám, csak egy dolog van, csak az marad az embernek, amit odaajándékozott”
- „Amikor dallamaim helyet kapnak az emberek szívében, akkor tudom, hogy elvégeztem a dolgomat, és nem éltem hiába!”

## Művei

### Színpadi művei
- 1901 – Studentenulke (bemutató: március 21., Marburg an der Drau (Maribor), a Városi Színházban)
- 1903 – Schön Lorchen (bemutató: március 3., Salzburg)
- 1906 – Manöverliebe (bemutató: Brno)
- 1908 – Die lustigen Weiber von Wien (bemutató: november 7., Brno)
- 1909 – Die Commandeuse (bemutató: Bécs)
- 1910 – Grand Hotel Excelsior (bemutató: Erfurti Színház)
- 1910 – Das Glücksmädel (első előadás: október 28., bécsi Raimundtheater)
- 1911 – Der Minenkönig (bemutató: Bécs)
- 1911 – Die eiserne Jungfrau (bemutató: Bécs)
- 1913 – Du liebes Wien (bemutató: 1913. január 25., Bécs, Intimes Theater)
- 1914 – Das Lumperl (bemutató: Wilhelma-Theater, Stuttgart)
- 1916 – Der Favorit (operett, szövegét írták: Fritz Grünbaum, Wilhelm Sterk, bemutató: 1916. október, Berlin)
- 1920 – Der Tanz ins Glück (bemutató: október 18., bécsi Komödienhaus)
- 1920 – Die Rosen der Madonna (opera; bemutató: március 1.)
- 1920 – Das Sperrsechserl (bemutató. 1920. június 1., bécsi Komödienhaus)
- 1921 – Kikeriki (világpremier Bécsben)
- 1921 – Die Tanzgräfin (bemutató: február 18., berlini Wallner-Theater)
- 1923 – Mädi (bemutató: április 1., Berliner Theater)
- 1925 – Märchen im Schnee (bemutató: december 1., Berlin)
- 1927 – Eine einzige Nacht (operett, szövegkönyv.: Leopold Jacobson, Rudolf Österreicher, bemutató: 1927. december 23., bécsi Carl-Theater)
- 1927 – Prinzessin Ti-Ti-Pa (bemutató: 1928. május 15., bécsi Bürgertheater)
- 1930 – Peppina
- 1932 – Venus in Seide (bemutató: Zürich)
- 1932 – Wenn die kleinen Veilchen blühen (bemutató: április 1., Hága)
- 1933 – Zwei Herzen im Dreivierteltakt (Der verlorene Walzer) (bemutató: szeptember 30., Zürichi Városi Színház)
- 1934 – Himmelblaue Träume (Grüezi) (bemutató: november 3., Zürichi Városi Színház)
- 1936 – Rise and Shine (bemutató: 1936. május, Drury Lane Theatre London)
- 1937 – Die Reise um die Erde in 80 Minuten (bemutató: 1937. december 22., Volksoper, Bécs)
- 1937 – Der süßeste Schwindel der Welt (bemutató: 1937. december, bécsi Johann Strauß-Theater)
- 1938 – Balalaïka (Georg Posforddal és Bernhard Grun-nal) (bemutató: 1938, Mogador Theatre, Párizs)
- 1941 – Night of Love UA (bemutató: 1941. január 17., Hudson Theatre, New York)
- 1945 – Mr. Strauss goes to Boston (bemutató: 1945. augusztus 13., bostoni Shubert Theatre)
- 1946 – Schicksal mit Musik (bemutató: 1946. november 24., bécsi Apollo-Theater)
- 1947 – Drei von der Donau (Johann Nestroys "Lumpazivagabundus" alapján, bemutató: 1947. szeptember 24., Wiener Stadttheater)
- 1948 – Ein Lied aus der Vorstadt (bemutató: 1948. április 19., Deutsches Volkstheater, Bécs)
- 1949 – Fest in Casablanca (bemutató: március 27., Nürnberg)
- 1949 – Frühling im Prater (bemutató: 1949. december 22., Stadttheater Wien)
- 1950 – Karneval in Wien
- 1951 – Das Glücksrezept (bemutató: 1951. május 1., Wiener Bürgertheater)
- 1951 – Rainbow Square (bemutató: 1951. szeptember 21., Stoll Theatre, London)
- 1953 – Das Spiel vom lieben Augustin (bemutató: 1953. június 21, Bécs)
- 1956 – Kleiner Schwindel in Paris (bemutató: 1956. december 31., Theater in der Josefstadt, Bécs)
- 1958 – Wiener Café (bemutató: 1989. december, Wrocław Városi Színház, Operettenhaus)
- 1960 – Joie de vivre (bemutató: 1961. május 3., Oxford)
- 1962 – Trauminsel (bemutató: 1962. július 27., Bregenzer Festspiele Fesztivál, Seebühne)
- 1963 – Ein schöner Herbst (bemutató: 1963. június 5., Theater in der Josefstadt, Bécs)
- 1964 – Frühjahrsparade (bemutató: március 5., Volksoper, Bécs)
- 1969 – Hochzeit am Bodensee (a Himmelblaue Träume (Grüezi) átdolgozott változata) (bemutató: 1969. július 23., Bregenzer Festspiele, Seebühne)
- 1977 – Hermann Bahr színdarabjából és Robert Stolz zenéjével készült koncert (bemutató: Kammerspiele, Bécs).

### Dalok
- Servus du (1911. december 29.) – Szöveg: Benno Vigny [21]
- Wien wird erst schön bei Nacht (1916) – Szöveg: Wilhelm Sterk
- Im Prater blüh'n wieder die Bäume (1916) – Szöveg: Kurt Robitschek
- Das ist der Frühling in Wien – szöveg: Arthur Rebner
- Du sollst der Kaiser meiner Seele sein (1916) – Szöveg: Fritz Grünbaum és Wilhelm Sterk
- Hallo, du süsse Klingelfee (1919) – Szöveg: Arthur Rebner
- Salome, schönste Blume des Morgenlands (1920) (keleti foxtrott) – Szöveg: Arthur Rebner
- Dann geh' ich hinaus in den Wienerwald... (1920) (keringő) - Szöveg: Alfred Grünwald és Robert Blum
- Ich will deine Kameradin sein (1930) – Szöveg: Walter Reisch
- Die ganze Welt ist himmelblau – Szöveg: Robert Gilbert
- Mein Liebeslied muß ein Walzer sein – Szöveg: Robert Gilbert
- Zwei Herzen im Dreiviertelakt (1930) – Szöveg: Walter Reisch
- Das Lied ist aus (Frag nicht warum ich gehe) (1930) – Szöveg: Walter Reisch
- Wiener-Café Walzer
- Adieu, mein kleiner Gardeoffizier (1930) – Szöveg: Walter Reisch
- Ich liebe dich
- Vor meinem Vaterhaus steht eine Linde (1934) – Szöveg: Bruno Hardt-Warden
- Auf der Heide blüh'n die letzten Rosen (1935) – Szöveg: Bruno Balz
- Oh blond, ob braun, ich liebe alle Frau'n – Szöveg: Ernst Marischka
- Es blüht eine Rose zur Weihnachtszeit (karácsonyi dal) (1967) – Szöveg: Kurt Hertha

### Filmzenék
- 1930: Zwei Welten
- 1930: Das Lied ist aus
- 1932: Der Prinz von Arkadien
- 1933: Was Frauen träumen
- 1935: Der Himmel auf Erden
- 1936: Ungeküßt soll man nicht schlafen gehn
- 1940: Spring Parade
- 1944: Holnap történt (It Happened Tomorrow)
- 1948: Anni
- 1948: Kleine Melodie aus Wien
- 1948: Rendezvous im Salzkammergut
- 1949: Mein Freund, der nicht nein sagen kann
- 1955: Tavaszi díszszemle (Die Deutschmeister)
- 1958: Im Prater blüh’n wieder die Bäume
- 1960: Das Spiel vom lieben Augustin

### Zenekari művek
- UNO-marsch, op. 1275 (az ENSZ-nek szentelték)

## Díjai, kitüntetései

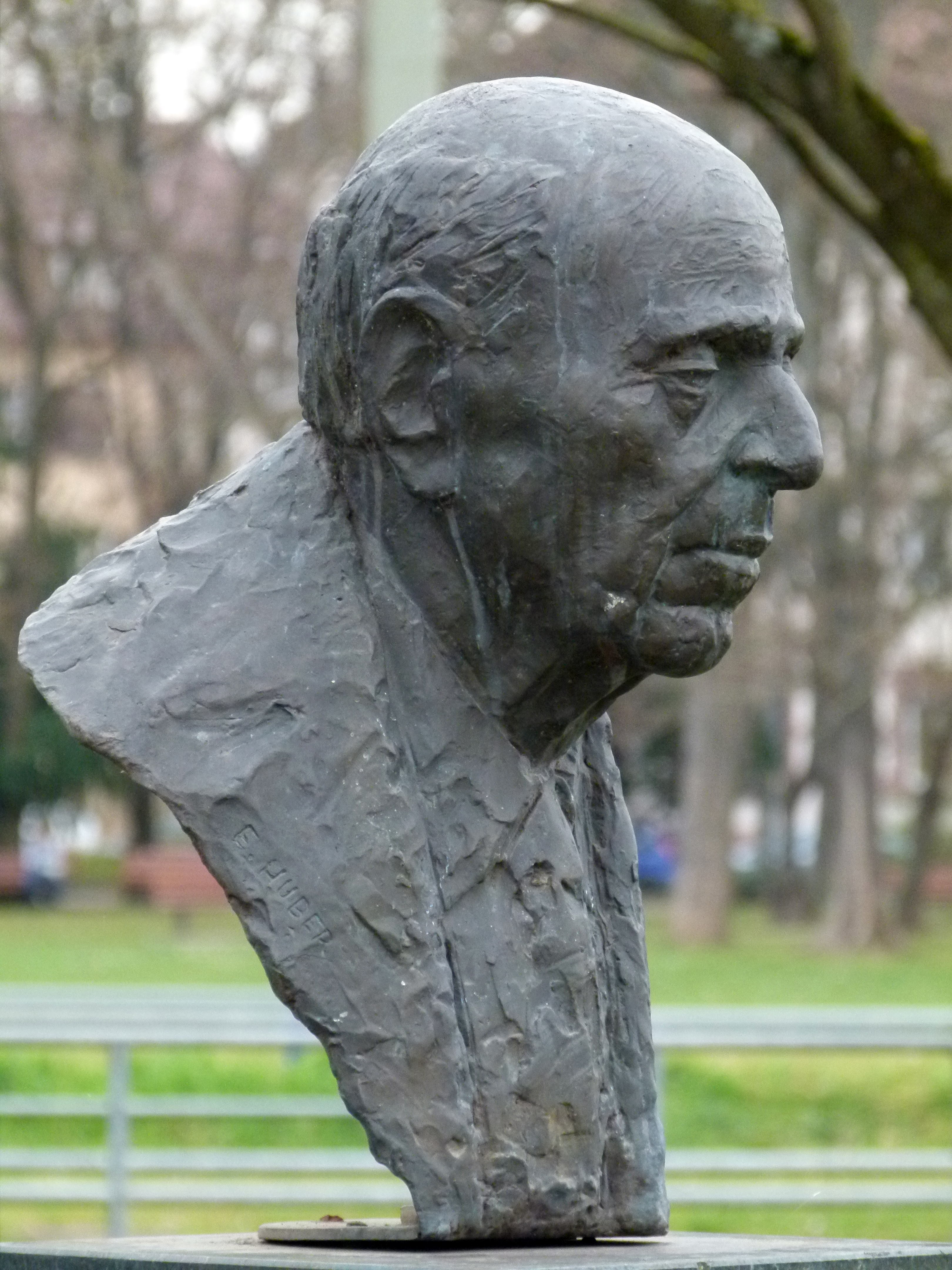
Robert Stolz mellszobra a Bad Cannstatt (Stuttgart) fürdőkertjeiben

- 1934 Velencei Nemzetközi Filmfesztivál: Nagyérem (legjobb zene) a Frühjahrsparadéért
- 1941 Oscar-díj jelölés (Legjobb filmzene) a Spring Parade Waltzing in the clouds című daláért
- 1945 Oscar-díj jelölés (Legjobb filmzene drámai filmben vagy vígjátékban) a Holnap történt (It Happened Tomorrow) című filmért
- 1946 honoris causa professzori cím az osztrák kormánytól
- 1947 Bécs tiszteletbeli polgára (→ Bécs város díszpolgárainak listája)
- 1962 a Németországi Szövetségi Köztársaság Érdemrendjének nagy érdemkeresztje
- 1963 Anton-Bruckner-Ring
- 1964 Volksoper Wien első tiszteletbeli tagja
- 1965 Graz város becsületgyűrűje
- 1968 Stájerország becsületgyűrűje
- 1969 Filmband in Gold a német filmiparban végzett sokéves kiemelkedő munkájáért
- 1969 Bregenzer Festspiele becsületgyűrűje
- 1970 Bécs város díszpolgára
- 1970 Kultureller Ehrenbrief Passau városától
- 1970 Graz város díszpolgára
- 1970 Rotterdam becsületérme
- 1970 GEMA becsületgyűrűje
- 1970 Jeruzsálem becsületérme
- 1970 Osztrák Becsületrend a Tudományért és Művészetért
- 1971 Jeruzsálemi-érem (a zsidó polgárok menekülésének elősegítéséért)
- 1973 Wiener Volksoper tiszteletbeli tagja

## Kitüntetései

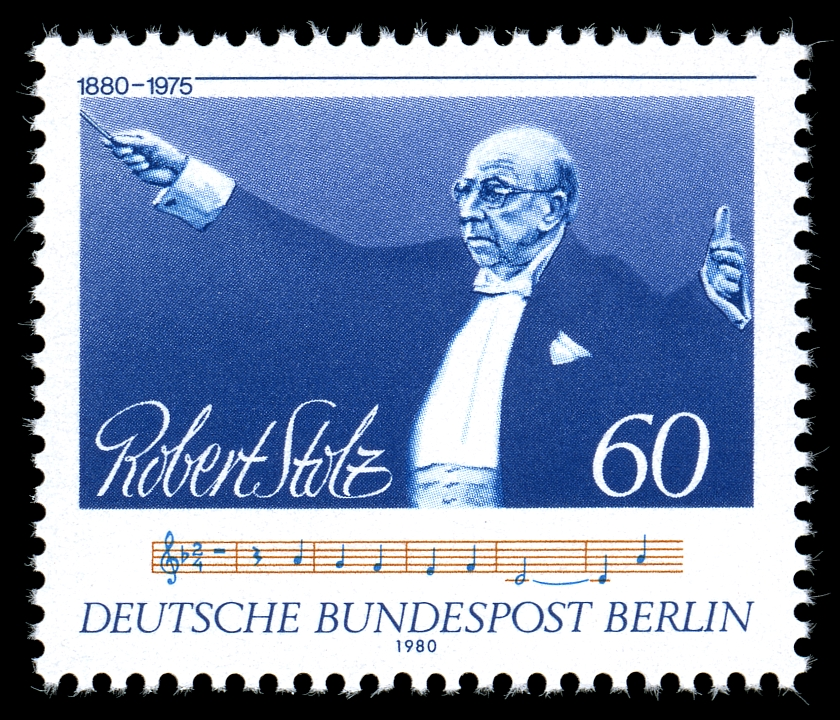
A berlini Deutsche Bundespost postabélyegje 1980-ból

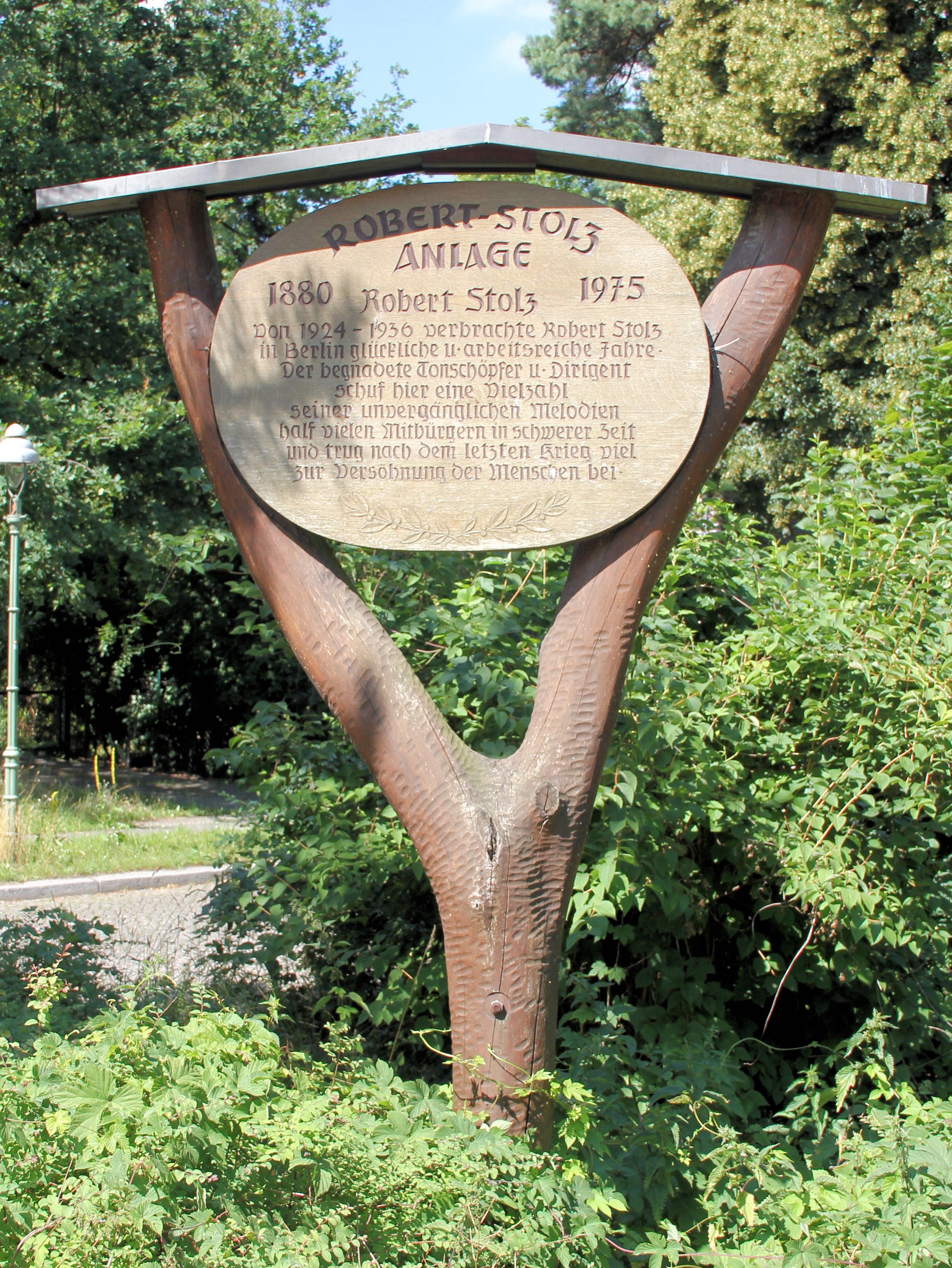
Emléktábla, Waldmeisterstraße 2, Berlin-Grunewald

Németországban és Ausztriában számos utca és tér viseli a nevét. 1978-ban Bécsben, az Innere Stadt-ban (I. kerület) egy teret (Robert-Stolz-Platz) neveztek el róla az Opernringnél, s található Robert-Stolz-Strasse Augsburgban, Düsseldorfban, Nürnbergben és Wiesbadenben is.

Mellszobra Stuttgart-Bad-Cannstatt áll; Stolz az első világháború előtt itt volt ideiglenes karmester.
Ausztriában működik egy Robert Stolz Társaság, és Robert Stolz Egyesületeket alapítottak Nagy-Britanniában, Franciaországban, Belgiumban, Ausztráliában, Japánban, Uruguayban és Dél-Afrikában is.
Még Robert Stolz életében elkezdte feljegyezni ifjabb Aram Bakhsian amerikai író Robert és „Einzi” Stolz emlékeit. Számos bécsi látogatása során beszélgetéseket folytatott a Stolz házaspárral, és magnófelvételeket is készített, amelyeket később felhasznált a Robert Stolz „Servus, Du” (angolul „The Barbed Wire Waltz”) című életrajzhoz, amely papírkötésben is megjelent „Die ganze Welt ist himmelblau” címmel. Bebizonyosodott azonban, hogy ez a mű sok részletében téves, és hogy kizárólag Einzi Stolz írta 1946-tól kezdődően.

Robert Stolzot életében számos bélyegen és különleges bélyegzőn tisztelték meg életében. Arcképével ellátott bélyegek Ausztriában, Németországban (Deutsche Bundespost Berlin), San Marinóban, Paraguayban, Uruguayban, Magyarországon és még Észak-Koreában is megjelentek. A neki szentelt speciális bélyegzők száma alig tekinthető át, és önálló gyűjtési témává vált, a „Robert Stolz Filatélia”. Angliában sok éven át ítélték oda a „Robert Stolz Trophy for Music Philately”.
A Stájer Rézfúvós Zenei Szövetség (Steirischer Blasmusikverband) a Robert Stolz-díjat ítéli oda az elismerése méltó fúvószenekaroknak.
A Bécsi Filharmonikusok 2016. január 1-jén a Mariss Jansons által vezényelt újévi koncertet Robert Stolz UNO-indulójával nyitotta meg.
2020-ban Graz városa bejelentette, hogy 2021-re múzeumot épít nagy szülöttje számára, miután egy korábbi létesítmény, amely 1991 óta Stolz szülőházában, a Mehlplatzon működött, hosszú ideje nem üzemel. Az új projekt különlegessége, hogy a kiállítást integrálták egy idősek számára fenntartott létesítménybe, mint „generációk közötti múzeum”.

## Fordítás
- Ez a szócikk részben vagy egészben  a   Robert Stolz című német Wikipédia-szócikk ezen változatának fordításán alapul.  Az eredeti cikk szerkesztőit annak laptörténete sorolja fel. Ez a jelzés csupán a megfogalmazás eredetét és a szerzői jogokat jelzi, nem szolgál a cikkben szereplő információk forrásmegjelöléseként.